# ジョーダン・タイ
ジョーダン・タイ（Jordan Tai、1982年3月21日 - ）は、ニュージーランド出身の男性キックボクサー。レイ・セフォー・ファイトアカデミー所属。

## 来歴
2004年4月7日、K-1 WORLD MAX 2004のトーナメント1回戦でブアカーオ・ポー.プラムックと対戦し、判定負け。
2006年5月13日、SuperLeague Elimination 2006に出場。リザーブファイトから勝ち上がり、優勝を果たした。
2006年9月4日、K-1 WORLD MAX 2006でSHINOBU・ツグト・アマラに判定勝ち。
2007年4月4日、K-1 WORLD MAX 2007でダニエル・ドーソンと対戦し、判定負け。
2008年4月9日、K-1 WORLD MAX 2008 FINAL16のトーナメント1回戦でアルトゥール・キシェンコと対戦。2Rに右フックでダウンを奪うものの、延長判定負け。

## 戦績
| キックボクシング 戦績 | キックボクシング 戦績 | キックボクシング 戦績 | キックボクシング 戦績 | キックボクシング 戦績 | キックボクシング 戦績 | キックボクシング 戦績 |
| --------------------- | --------------------- | --------------------- | --------------------- | --------------------- | --------------------- | --------------------- |
| 71 試合               | (T)KO                 | 判定                  | その他                | 引き分け              | 無効試合              |                       |
| 52 勝                 | 26                    |                       |                       | 4                     | 0                     |                       |
| 15 敗                 |                       |                       |                       | 4                     | 0                     |                       |

| 勝敗 | 対戦相手                    | 試合結果                        | 大会名                                                             | 開催年月日     |
| ×    | ジャバル・アスケロフ        | 2R 0:41 TKO（ドクターストップ） | K-1 Rumble of the Kings 2008 【1回戦】                             | 2008年5月31日  |
| ×    | アルトゥール・キシェンコ    | 延長R終了 判定0-3               | K-1 WORLD MAX 2008 World Championship Tournament FINAL16 【1回戦】 | 2008年4月9日   |
| ×    | ダニエル・ドーソン          | 3R終了 判定0-3                  | K-1 WORLD MAX 2007 〜世界最終選抜〜                                | 2007年4月4日   |
| ×    | 宍戸大樹                    | 延長R終了 判定0-3               | SHOOT BOXING WORLD TOURNAMENT S-cup 2006 【1回戦】                 | 2006年11月3日  |
| ○    | SHINOBU・ツグト・アマラ     | 3R終了 判定3-0                  | K-1 WORLD MAX 2006 〜世界王者対抗戦〜                              | 2006年9月4日   |
| ○    | ホセ・レイス                | 3R終了 判定                     | SuperLeague Elimination 2006 【決勝】                              | 2006年5月13日  |
| ○    | ピーター・ポラック          | 2R KO                           | SuperLeague Elimination 2006 【準決勝】                            | 2006年5月13日  |
| ○    | マイケル・ハンスグット      | 2R KO                           | SuperLeague Elimination 2006 【リザーブファイト】                  | 2006年5月13日  |
| ○    | アミール・ゼヤダ            | 2R TKO                          | SuperLeague Apocalypse 2006                                        | 2006年3月11日  |
| ×    | ピーター・クルーク          | 3R終了 判定                     | SuperLeague Hungary                                                | 2006年1月28日  |
| △    | シン・ノッパデッソーン      | 3R終了 判定0-0                  | 新日本キックボクシング協会「甲府大会 〜宮川道場 FINAL 2005〜」     | 2005年12月18日 |
| ○    | ホセ・レイス                | 2R KO                           | SuperLeague Germany 2005                                           | 2005年5月21日  |
| ×    | ブアカーオ・ポー.プラムック | 3R終了 判定0-3                  | K-1 WORLD MAX 2004 〜世界一決定トーナメント開幕戦〜 【1回戦】      | 2004年4月7日   |

## 主な獲得タイトル
- アマチュアW.S.K南太平洋ライト級世界王座